# Aleksander Połujański
Aleksander Połujański (ur. 5 marca 1814 w Wilnie, zm. 26 maja 1866 w Warszawie) – leśnik, popularyzator wiedzy leśnej. Rządowy Komisarz Leśny w Królestwie Polskim.

## Życiorys
Syn Kazimierza i Eleonory ze Skirmuntów.
Pochodził z Wileńszczyzny. W 1837 r. ukończył studia w Instytucie Leśnym i Miernictwa w Petersburgu, próbował sił na Akademii Medyko – Chirurgicznej w Wilnie i Uniwersytecie Moskiewskim. Karierę zawodową w rządowej służbie leśnej Rosji rozpoczął jako leśniczy w guberni kazańskiej. Po kilku latach pracy, m.in. w guberniach: wołogodzkiej i moskiewskiej. W 1847 roku przybył do Królestwa Polskiego.
W latach 1849–1850 sekretarz w Oddziale Leśnym w Rządzie Guberni Warszawskiej, 1850-1851 adiunkt leśny w Służbie Leśnej Zewnętrznej Wydziału Dóbr i Lasów Rządowych Komisji Rządowej Przychodów i Skarbu, 1853–1854 sekretarz w Sekcji Dóbr i Lasów Rządowych Wydziału Skarbowego Rządu Gubernialnego Warszawskiego, 1855-1859 asesor nadleśny w Sekcji Dóbr i Lasów Rządowych Wydziału Skarbowego Rządu Gubernialnego Augustowskiego, 1859-1866 komisarz leśny w Służbie Leśnej Wydziału Dóbr i Lasów Rządowych Komisji Rządowej Przychodów i Skarbu, 1859–1866.
W 1860 uzyskał rangę radcy honorowego. Odznaczony Orderem Św. Stanisława 3 klasy i medalem za 15 lat nieskazitelnej służby.
Zmarł 26 maja 1866 roku w Warszawie.
Był założycielem jedynego z pierwszych w Królestwie Polskim czasopism poświęconego sprawom leśnym – „Rocznika Leśniczego”, który ukazywał się w latach 1861–1865. Jego kontynuacją był „Goniec Leśny i Wiejski” wychodzący tylko do czerwca 1866 roku. Był autorem kilkaset artykułów do prasy fachowej, ogłaszanych w prasie codziennej, czasopismach i kalendarzach oraz licznych szkiców historycznych i etnograficznych.
Był encyklopedystą, jednym z autorów haseł do 28 tomowej Encyklopedii Powszechnej Orgelbranda z lat 1859–1868. Jego nazwisko wymienione jest w I tomie z 1859 roku na liście twórców zawartości tej encyklopedii. Członek korespondent Galicyjskiego Towarzystwa Gospodarskiego (1858-1866).
Dnia 9 stycznia 1851 r. ożenił się z Henryką Aleksandrą Niedzieską h. Pogoń, córką Jakuba, obywatela ziemskiego, właściciela dóbr Kraśnicza Wola w guberni warszawskiej. Z tego małżeństwa przyszło na świat czworo dzieci.
Grób rodziny Połujańskich znajduje się na warszawskich Powązkach.

## Wybrane publikacje
- „Opisanie lasów Królestwa Polskiego i guberni zachodnich Cesarstwa Rosyjskiego pod względem historycznym, statystycznym i gospodarczym” (tom 1-4, 1854-1855)
- „Wędrówki po guberni augustowskiej w celu naukowym odbyte” (Warszawa 1859)[9]
- „Listy historyczno-statystyczne o guberni augustowskiej” (1856-1857)
- „Leśnictwo polskie” (1862-63)
- „Bukiet literacki” (zbiór poezji, Warszawa 1851)[10].